# Marcus Velleius Paterculus

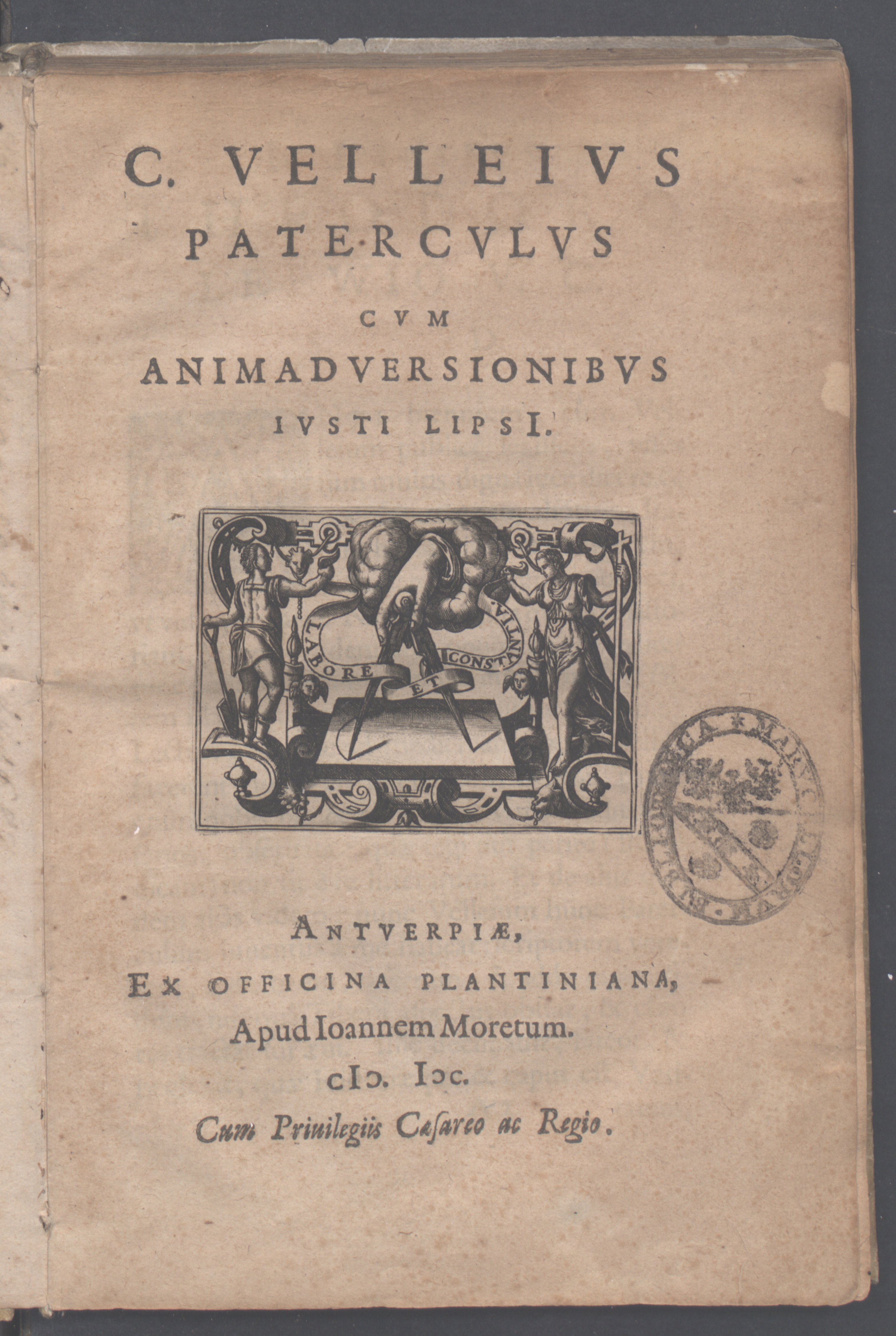
Historia romana, 1600

Marcus Velleius Paterculus, född omkring 19 f.Kr., död omkring 31 e.Kr., var en romersk historiker. Även om Priscianus (omkring 500) angav hans förnamn som Marcus identifierar några nutida historiker honom med Gaius Velleius Paterculus, vars namn har blivit funnet på en nordafrikansk milstolpe.
Velleius Paterculus, som var från Kampanien, soldat och soldatson, krigstribun i Tracien och Macedonia, följde år 1 e.Kr. Gajus Cæsar till Orienten samt var kavalleriöverste och legatus under Tiberius fälttåg i Germanien och Pannonien. Tiberius gjorde både honom och hans bror till pretorer år 15 e.Kr. Ryktbar har han blivit genom sin Historia romana, som skrevs helt hastigt för att bli färdig till hans landsman Vinicius tillträde av konsulatet år 30 e.Kr. Man har uppställt den förmodan, att Velleius Paterculus skulle ha varit invecklad i Sejanus fall år 31, men för denna gissning finnes ingen säker grund.